# Boro Pockov
Boro Pockov znan tudi kot Mirko Španski ali Mirko Španec, makedonski general, * 18. april 1916, Strumica, † 19. junij 1981, Beograd.

## Življenjepis
Leta 1938, v času španske državljanske vojne, je kot član KPJ odpotoval v Španijo, kjer se je pridružil republikancem. Po zlomu je naslednje leto pristal v francoski internaciji; leta 1941 se je pridružil NOVJ. Med vojno je bil poveljnik 21. in 14. makedonske brigade.
Po vojni je bil načelnik štaba divizije, pomočnik poveljnika vojaškega področja.